# Montseny
Montseny è un comune spagnolo di 286 abitanti situato nella comunità autonoma della Catalogna.In questo comune venne girato ed ambientato il film giallo "Il coltello di ghiaccio" nel 1972 durante il regime franchista.

## Idrografia
Nel territorio del comune nasce il fiume La Tordera che scorre nel parco naturale Parque Natural del Montseny.